# 赵瑞东
赵瑞东（1967年9月—），男，河南南阳人，中华人民共和国政治人物。中国人民大学计划经济系国民经济计划专业本科毕业。

## 简历
1985年9月，在中国人民大学计划经济系国民经济计划专业学习。1988年1月加入中国共产党。1989年7月参加工作，在国家计委办公厅任职。2003年7月到2006年，在国家发改委工作。
2006年，任郑州市副市长。2010年，任郑州新区党工委书记。2013年4月，任濮阳市市长。2016年9月，不再担任中共濮阳市委副书记、市长。